# Potoceni, Buzău
Potoceni este un sat în comuna Mărăcineni din județul Buzău, Muntenia, România. În structura sa actuală, satul s-a format în 1968, când satele Potocenii de Jos (fost Grecii de la Buzău) a fost unit cu satul Potocenii de Sus.